# علم نفس خوارقي
في علم النفس، تسمّى دراسة السلوك والتجربة الإنسانية التي تعتبر عادةً من الخوارق علمَ النفس الخوارقي، وهو قائم على افتراض أن لا شيء خارقًا قد حدث.

## التاريخ المبكر
وفقا لعلم النفس الخوارقي، يمكن تفسير ظاهرة الخوارق بتفسيرات طبيعية ناتجة عن العوامل النفسية والجسمية التي أعطت الانطباع الخاطئ بالنشاط الخارق لبعض الناس. توجَد منشورات قديمة أعطت تفسيرات عقلية للتجارب التي يزعَم أنها خارقة.
كتب الفيزيائي جون فيريار «مقالة في سبيل نظرية للأشباح» عام 1813 ناقش فيها أن مشاهدات الأشباح إنما هي نتيجة لأوهام بصرية. ثمّ نشر الفيزيائي الفرنسي ألكسندر جاك فرانسوا بيير دو بواسمون كتابه «عن الهلوسات: أو التاريخ المعقول للأشباح والأحلام والنشوة الروحية والجذب والسرنمة» عام 1845، قرر فيه أن مشاهدات الأشباح هي نتائج للهلوسة. كتب ويليام بنجامن كاربنتر في كتابه «المسمرية والروحانية وأشياء أخرى: من وجهة نظر علمية وتاريخية»: قد تُفسر الممارسات الروحانية بالكذب أو الوهم أو التنويم المغناطيسي أو الإيحاء. كتب الطبيب النفسي هنري ماودسلي في كتابه «قضايا طبيعية واشتباهات فوق الطبيعة» (1886) يمكن تفسير التجارب فوق الطبيعية المزعومة بالاضطرابات العقلية فهي ببساطة «مشاهدات وتفسيرات خاطئة للطبيعة».
في تسعينيات القرن التاسع عشر، وضع عالم النفس الألماني ماكس ديسوار والطبيب النفسي ألبرت مول وجهة نظر «السحر الحرج». فسّرت وجهة النظر هذه الظواهر الخارقة من وجهة طبيعية. أُرجِعت كل القضايا الواضحة إلى الدجل أو الإيحاء أو الإشارة اللا واعية أو العوامل النفسية. كتب مول أن ممارسات «العلم المسيحي» و«الإيمان بالأرواح» والسحر كانت نتيجة الكذب والإيحاء النومي. ناقش مول أن الإيحاء يفسّر علاجات «العلم المسيحي»، ويفسّر كذلك العلاقات التي يبدو أنها فوق الطبيعة بين الجذّابين ومسرنميهم. وكتب أن الكذب والإيحاء النومي قد يفسران الظواهر الروحانية.
كتب ليونيل وذرلي (طبيب نفسي) وجون نيفل ماسكلين (ساحر) كتاب «الخارق؟» (1891) الذي قدّما فيه تفسيرات عقلانية للأشباح والتجارب الدينية والخارقة والأرواحية. كتب كارل جاسبرز في كتابه «الأمراض النفسية العامة» (1913): كل الظواهر الخارقة للطبيعة إنما هي تجلّيات لأعراض المرض العقلي.
بدأت مجلّة «السحر الحرج» الألمانية عملها في 1926-1928. كان رئيس التحرير عالم النفس ريتشارد بيرولد، ونشرت المجلة مقالات لديسوار ومول وآخرين، وقد شملت «بعض أهم التحقيقات الشاكّة في مزاعم الخوارق».
من العلماء السابقين في دراسة علم النفس الخوارقي: ميليس كولبن وجوزيف جاسترو وتشارلز آرثر مرسييه وإيفور ليويد تكت.

## البحث الحديث

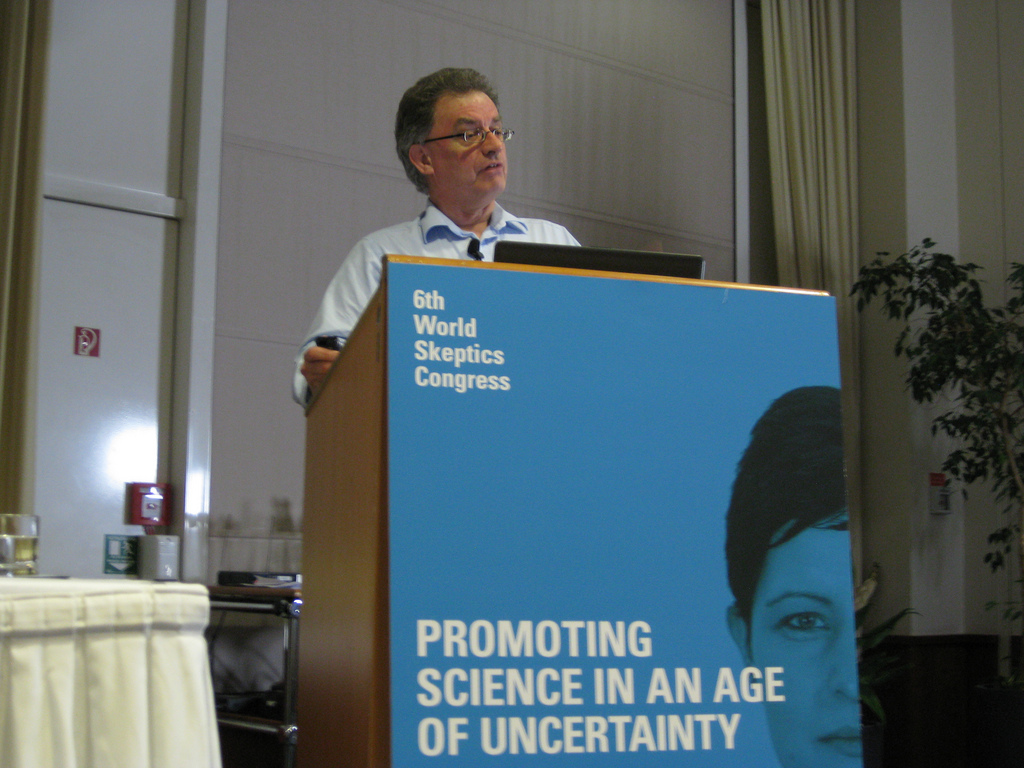
كريس فرينش يقدم عرضًا في مؤتمر المتشككين العالمي برلين، 2012.

وضع مصطلحَ «علم النفس الخوارقيّ» أوّلا العالمان النفسيان ليونار زوسن ووورن جونس في كتابهما «علم النفس الخوارقيّ: دراسة في التفكير السحري» (1989)، تعامل هذا الكتاب بانتظام مع ظاهرة الوعي الإنساني والأفعال التي قد تبدو خارقة لقوانين الطبيعة، ولكنها في الحقيقة ليست كذلك.
نشر عالم النفس الكندي غراهام ريد عملا كبيرا في مجال «علم نفس التجربة الخارقة» (1972).
شرحت منشورات عديدة في علم النفس بالتفصيل كيف أن الظواهر الخارقة كالوساطة الروحية والوعي المسبق وتجارب الخروج من الجسد وغيرها يمكن أن تفسّر بالعوامل النفسية من دون الإحالة إلى الخوارق. يحاول الباحثون في علم النفس الخوارقيّ أن يقدّموا تفسيرات غير خوارقيّة، يدعمها الدليل التجريبيّ، للطريقة التي تُدمَج فيها العوامل الفيزيائية والنفسية لتعطي انطباعا خاطئًا بنشاط خارق للطبيعة. بعيدا عن الخداع وخداع النفس، فإن من هذه التفسيرات: الانحيازات الإدراكية والحالات النفسية غير السوية والحالات الفصامية والهلوسات والعوامل الشخصية ومشكلات النمو وطبيعة الذاكرة.
كتب عالم النفس ديفيد ماركس أن الظواهر الخارقة للطبيعة قد يفسّرها التفكير السحري والتخيّل الذهني والتحقق الذاتي والمصادفة وبعض الأسباب المخفيّة والكذب. كتب روبرت بيكر أن كثيرا من الظواهر الخارقة يمكن أن تفسّر بالتأثيرات النفسية كالهلوسات أو الشلل النومي أو الذكريات المخفية، وهي ظاهرة تُوضع فيها تجارب لم تترك انطباعا ذهنيا كافيا على جنب حتّى تظهر فجأة في هيئة متبدّلة عن هيئتها الأصلية.
درّس ماسيمو بوليدورو، بروفيسور علم النفس الخوارقي في جامعة ميلانو بيسوكا، مادّة «المنهج العلمي والعلم الزائف وعلم النفس الخوارقيّ». من الباحثين المتميزين في هذا الشأن كذلك عالم النفس البريطاني كريس فرينش الذي أسّس وحدة البحث في علم النفس الخوارقيّ في قسم علم النفس في غولدسميث، بجامعة لندن.

### سُكنى الأرواح
أظهرت دراسة نفسيّة (كلمبرر، 1992) للأشباح أنّ مشاهدات الأشباح قد تنجم عن الهلوسات النومية (أحلام اليقظة) التي تكون مراحل انتقالية إلى النوم أو إلى اليقظة. زار 22 إنسانا أُجريت عليهم تجربة (لانج وهوران، 1997) خمسة مناطق لمسرح أداء، ثُمّ طُلِب إليهم أن يسجّلوا ملاحظاتهم عن المحيط. نصف العيّنة أفادت أن الأماكن التي كانوا فيها مسكونة، وأفاد النصف الآخر ببساطة أن البناء الذي كانوا فيه يُرَمَّم. سُجّلت افتراضات المجموعتين في استبيان تجريبي احتوى على 10 مواضيع فرعية متعلقة بالافتراضات النفسية والفسيولوجية. أظهرت النتيجة تجارب إدراكيّة أكثر حدّة في تسعة من المواضيع العشرة من المجموعة التي أخبرت أن البناء مسكون، فاستُنتج من ذلك أنّ سمات الطلب وحدها قد تحاكي تجربة خوارقيّة.
اقترحت دراسة أخرى (لانج وهوران، 1998) أن تجارب الأشباح الضاجّة ما هي إلا أوهام «ناتجة عن الآليّات الإداركيّة والفاعليّة لتفسير المُدرِكين لها على أنها منبّهات غامضة».
اكتشفت تجربتان عن السكنى المزعومة (وايسمان وآخرون، 2003) أن المعطيات دعمت «فكرة أن الناس يبلغون عادة عن تجارب غير عادية في الأماكن المسكونة؛ بسبب عوامل بيئية قد تختلف بين الأماكن». كان من هذه العوامل «تنوّع المجالات المغناطيسية المحلية وحجم الموقع ومحفّز  مستوى الإضاءة، وهي عوامل قد لا يدركها شهود تلك التجارب».

### الوساطة الروحية
يظهر البحث والأدلة التجريبية لعلم النفس على مدى أكثر من قرن أننا إذا استبعدنا الكذب، فقد تفسَّر الوساطة الروحية والممارسات الشبحية عندئذ بالعوامل النفسية. أُثبت أن حضرة الوساطة -التي يزعم الروحيون أنها بسبب أرواح مجرّدة تتكلّم من خلال الوسيط- يمكن إرجاعها في بعض الحالات إلى نشوء شخصيات بديلة في العقل الباطن للوسيط.
قد يحصل الوسيط على معلومات زبائنه (يُسمَّونَ القَعَدَة) بالتنصّت السري على محادثاتهم أو البحث في أدلة الهاتف والإنترنت والجرائد قبل الجلسة. يُعرَف الوسطاء باستخدامهم حيلةً تسمّى القراءة الباردة، يحصلون فيها على معلومات القاعد من خلال أفعاله وثيابه وجِلسته وحُليّه.
في سلسلة من تجارب زائفة لجلسات استحضار الأرواح (وايزمان وآخرون 2003) اقترح ممثّل على مصدقي الخوارق ومكذبيها أن طاولةً كانت تسبح في الهواء، ولكنها كانت في الحقيقة ثابتة في مكانها. بعد الجلسة، أبلغ نحوُ ثلث المشاركين -خطأً- أن الطاولة قد تحركت. أظهرت النتائج نسبة أكبر من مصدّقي الخوارق يقولون إن الطاولة قد تحركت. أبلغ المصدقون في تجربة أخرى كذلك أنّ جرسًا قد تحرّك وهو في الحقيقة لم يتحرك، وعبروا عن إيمانهم أن الجلسات الزائفة حوَتْ ظواهر خارقة حقيقية. دعمت التجارب بقوة فكرة أن المصدقين في غرفة الاستحضار أكثر استجابةً للدعاوى التي توافق معتقداتهم -في الظواهر الخارقة- من المكذبين.
شملت دراسة أخرى (أوكيفي ووايزمان، 2005) خمسة وسطاء، فلم تجد دليلا يدعم فكرة أن الوسطاء تحت الظروف المتحكَّم بها قادرون على إظهار قدرة خوارقية أو وساطية.

### الشفاء الخارق
حققت دراسة في المجلة العلمية البريطانية (روز، 1954) في شؤون الشفاء الخارق واللمسة الشافية والشفاء بالإيمان. من مئات الحالات المحقَّق فيها لم تظهر أيّ حالة أن تدخّل الراقي وحده سبب أي تحسّن أو شفاء لمرض عضويٍّ مَقيس.
أجرت مجموعة من العلماء (بتلر 1988) تجربة لينظروا في ثلاث مجموعات علاجية: الشفاء الخارق المعتمد على الأيدي والشفاء الخارق عن بعد، ومجموعة لم يستعمل فيها الشفاء الخارق، لينظروا هل يمكن أن تخفف هذه الطرائق ضغط الدم. لم تظهر معطيات التجربة أي تأثيرات خارقة، ولم يوجَد أي فرق بين المجموعات الثلاث. وصلت النتائج إلى أن انخفاض ضغط الدم في المجموعات الثلاث نتج عن أسلوب نفسي، وعن تأثير البلاسيبو (العلاج الوهمي) للتجربة نفسها.
اكتُشف أن الجراحة النفسية -وهي أحد أنواع الشفاء الخارق- نتيجة خداع الحِيَل اليدوية، إذ يمثّل الجراحون النفسيون أنهم وصلوا إلى داخل جسم المريض، من دون أن يُفتَح جلده، ومن دون أي آثار للجرح، والدم السائل يسيل في الحقيقة من جيوب مخفيّة في أيدي الجرّاح.

### التحريك النفسيّ
ظهرت في بعض حالات التحريك النفسي انحيازات إدراكية. وجد تحليل 380 دراسة أجراه بوش وآخرون (2006) أن: «المعنى الإحصائي لقاعدة البيانات الكلية لم يظهر أي اتجاه في تحديد حقيقية الظاهرة من عدمها»، واستنتج أنه «يبدو أن انحياز المنشورات هو أسهل وأشمل تفسير للنتائج الأولية للتحليل».
ذكر ريتشارد وازيمان عددا من طرائق تزييف الربط المادي النفسي، منها تحويل الأشياء المستقيمة إلى أعطاف ملوية، والتطبيق المخفي للقوة، وتحريك القطع المعدنية. أظهر البحث أيضا أن تأثير التحريك النفسي يمكن إنشاؤه بالإيحاء اللغوي. كتب عن هذا (هاريس، 1985):
«إذا كنت تؤدّي عملا مقنعا، فقد تضع مفتاحًا مَلويًّا على الطاولة وتعلّق: (انظروا، ما زال يلتوي) فيقتنع المراقبون أنه يلتوي فعلا. قد يبدو هذا غايةً في الجراءة، لكن التأثير مذهل، وإذا أُدْمِج بالإيحاء، سيؤثر».
في دراسة تجريبية أجراها وايزمان وغريننغ (2005) عُرض لمجموعتين من المشاركين شريط مصوَّر يضع فيه وسيط روحي زائف مفتاحا ملويًّا على طاولة. أُسْمِعَ المشاركون من المجموعة الأولى الوسيط الزائف يقول إن المفتاح ما يزال يلتوي، فيما كان في الحقيقة ثابتا، أمّا المجموعة الأخرى فلم تُسْمَع ذلك. أظهرت النتائج أن مشاركي المجموعة الأولى أبلغوا عن حركة أكبر كثيرا للمفتاح مما أبلغت عن المجموعة الثانية. أُكِّدت هذه النتائج في دراسة أخرى. أظهرت التجارب «قد تنشأ الشهادة للتحريك النفسي قد عن إيحاء لغوي؛ لذا لا ينبغي أن تؤخذ شهادة الأفراد الذين شاهدوا تجربة (حقيقية) من هذا النوع على أنها دليل قويّ لإثبات الخارقية».

### الرؤية عن بعد
أظهر البحث أن الحالات التي اطلعت عليها التجارب من الرؤية عن بعد كان المشاركون فيها متأثرين بالتحقق الذاتي، وهي عملية يُربَط فيها بين عوامل هي في الحقيقة غير مترابطة، أو عشوائية الترابط. وُجد الإيحاء الحسّي كذلك في تجارب الرؤية عن بعد.

### التخاطر
اكتشف البحث أن بعض حالات التخاطر قد يفسرها انحياز التنوع المترابط. في  تجربة أجراها سكينل وآخرون (1996)، طُلب إلى 22 مؤمنا و20 شاكًّا أن يحكموا على التنوع المترابط بين الرموز المرسَلة وردود الفعل المقابلة لمتلقٍّ. أظهرت النتائج أن المؤمنين بالغوا في تقدير عدد الإرسالات الناجحة أمّا الشاكّون فأصابوا العدد الصحيح. فُسّرت نتائج تجربة تخاطر أخرى شملت 48 طالب جامعة (رودسكي، 2002) بالإدراك المتأخر وانحياز التأكيد.

## العلاقة بالباراسايكولوجي (علم النفس الغيبيّ)
يوصف علم النفس الخوارقي عادة على أنه فرع عن علم النفس الغيبي، ولكن يرفض علم النفس الخوارقي الادعاءات الخوارقية لعلم النفس الغيبي. ذكر كريس فرنش:
«يكمن الفرق بين علم النفس الخوارقي وعلم النفس الغيبي في أهداف كلّ مجال منهما، إذ يبحث الغيبيّون عادةً عن دليل لإثبات القوى الخارقة، والبرهنة على وجودها. فهم ينطلقون من افتراض أن الخوارق تحدث، أمّا الخوارقيون فينطلقون من عدم التصديق بالقوى الخارقة، فيرون أنّ علينا نجد أنواعا أخرى من التفسير، لا سيما التفسيرات النفسية لهذه الظواهر التي يصنّفها الناس عادة على أنها خارقة».
تفيد التقارير أن علم النفس الخوارقي في صعود وترقٍّ. فهو اليوم خيار لعديد من برامج درجات علم النفس، وهو أيضا خيار في منهج علم النفس (إيه 2) في المملكة المتحدة.